# 佐野村 (富山県)
佐野村（さのむら）は、かつて富山県射水郡に存在していた村。1942年4月1日、周辺町村と共に高岡市に編入合併。現在の高岡市佐野地区。

## 地理
- 河川：千保川

## 沿革
- 1889年（明治22年）4月 - 町村制の施行により、佐野（さの）村、西藤平蔵（にしとへぞう）村、十二町島（じゅうにちょうじま）村、北蔵新（きたくらしん）村、鷲島新（わしじましん）村、木津（きづ）村、木津新（きづしん）村、中坪新（なかつぼしん）村及び上関新（かみぜきしん）村の区域をもって、佐野村が発足する。
- 1913年（大正2年） - 地名から大字を削除する。
- 1917年（大正6年）5月15日 - 佐野の区域の一部、下黒田の区域の一部、上関の区域の一部、鴨島の区域の一部、木津新の区域の一部及び木津の区域の一部を高岡市に編入する。
- 1932年（昭和7年）10月1日 - 木津の区域の一部が高岡市へ編入する。高岡市清水町となる。
- 1942年（昭和17年）4月1日 - 高岡市に編入する。

## 歴代村長
| 代 | 氏名         | 就任年月日    |
| -- | ------------ | ------------- |
| 1  | 野崎榮太郎   | 1889年6月6日  |
| 2  | 野崎榮太郎   | 1893年9月8日  |
| 3  | 野崎榮太郎   | 1897年10月1日 |
| 4  | 林理八       | 1899年5月19日 |
| 5  | 林理八       | 1903年5月20日 |
| 6  | 島善七       | 1906年8月4日  |
| 7  | 野崎榮太郎   | 1910年8月4日  |
| 8  | 野崎榮太郎   | 1914年8月4日  |
| 9  | 津田弥平     | 1918年8月7日  |
| 10 | 上坂左次兵衛 | 1922年8月18日 |
| 11 | 吉村與三吉   | 1925年2月20日 |
| 12 | 津田憲治     | 1929年2月20日 |
| 13 | 吉村與三吉   | 1933年2月19日 |
| 14 | 出口與次郎   | 1935年8月11日 |
| 15 | 出口與次郎   | 1939年8月14日 |

## 交通

### 道路
- 国道156号